# Herceg Novi

Flagge von Herceg Novi

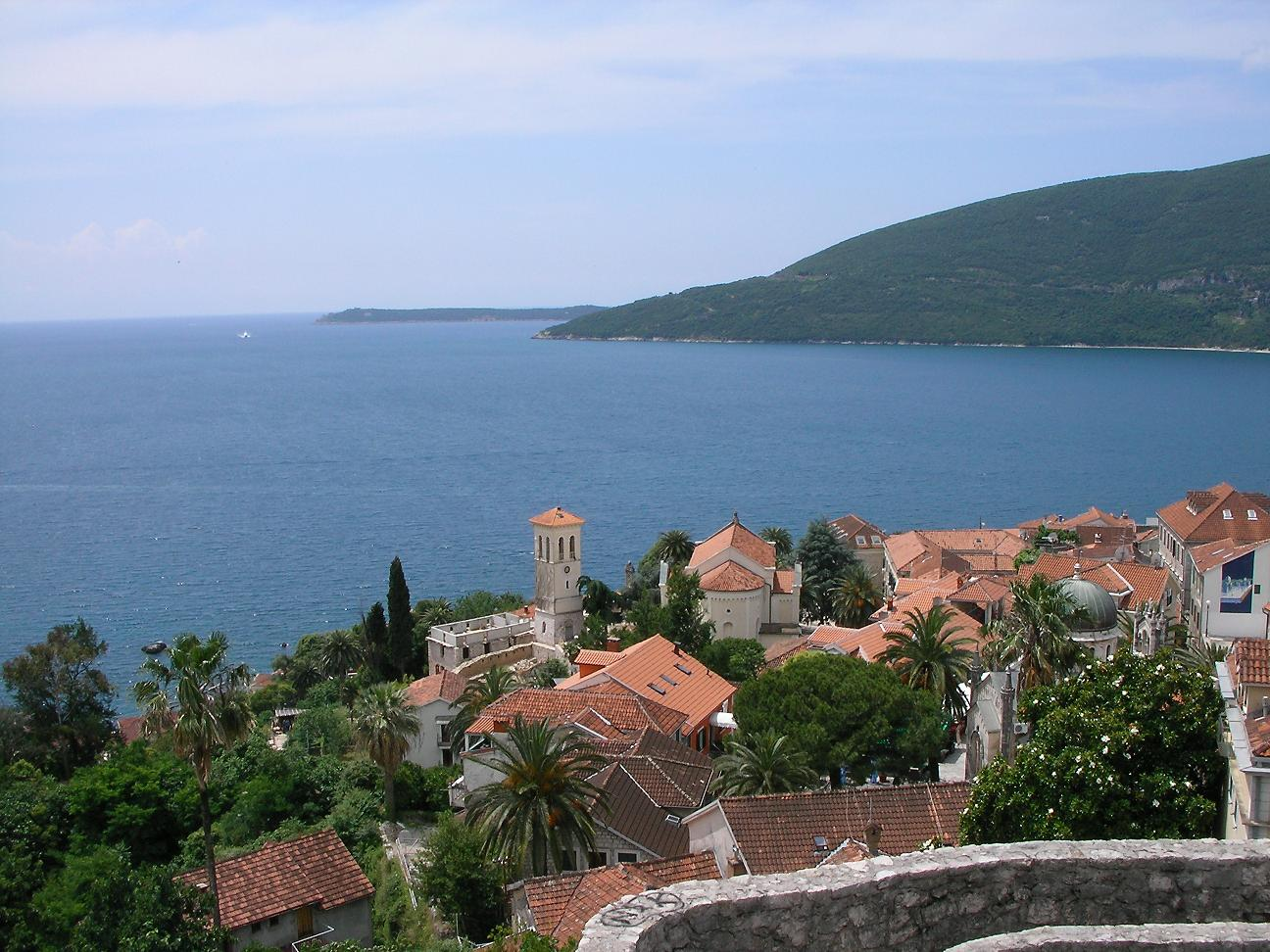
Blick von der Festung

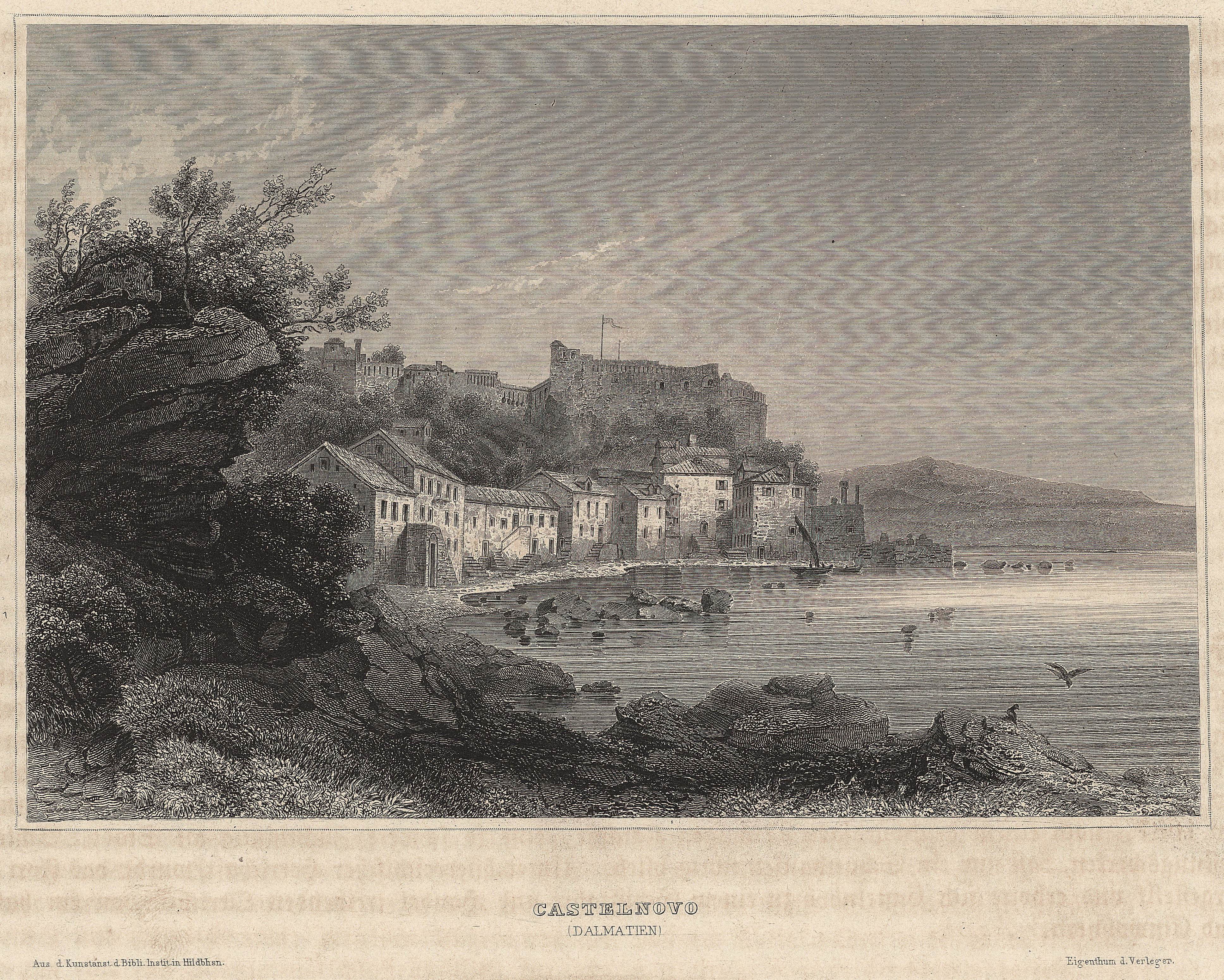
Panorama um 1859

Herceg Novi (montenegrinisch-kyrillisch Херцег Нови, italienisch Castelnuovo) ist eine Stadt im Westen Montenegros, in der gleichnamigen Gemeinde mit etwa 12.700 Einwohnern. Die zugehörige Verbandsgemeinde hat insgesamt etwa 33.000 Einwohner (2011). Der Ort liegt an der Adria am Eingang der Bucht von Kotor und ist vor allem für den Tourismus bedeutend.

## Stadtbild und Infrastruktur
Die Stadt ist terrassenförmig angelegt, Mittelpunkt ist der drei Kilometer lange Spazierweg „Pet Danica“, auf dessen Meerseite sich der über zwei Kilometer lange, meist betonierte Strand befindet. Gesäumt wird der Spazierweg von unzähligen Restaurants und Verkaufsständen sowie diversen Diskotheken und Hotels. Der Kurbetrieb hält das ganze Jahr an, etwa Mitte Juni bis Ende August strömen die Sommergäste nach Herceg Novi.
Bekannt ist das Kurzentrum „Dr. Simo Milošević“, das den leicht radioaktiven Meeresschlamm als Grundlage für vielfältige Therapien verwendet.
Es gibt außerdem eine sehenswerte Altstadt. Besonders in letzter Zeit ist Herceg Novi zum Ziel des Massentourismus geworden. Diese Entwicklung hat dem Ruf der Stadt als Urlaubsziel geschadet. Eines der bekanntesten Hotels war das Hotel Plaza, welches zurzeit noch als Bauruine auf eine bessere Zukunft wartet. Zeitgemäße Hotels wie das Lazure, das Palmon Bay oder das Iberostar locken anspruchsvollere Gäste in die Stadt.
Schönere Bademöglichkeiten gibt es an der Ostseite von Herceg Novi, wo die Orte Meljine, Zelenika und Bijela sich an der Küste erstrecken und auch zur Popularität des Wasserballs in der Region beitrugen. Der heimische Klub PVK Jadran Herceg Novi wurde mehrmals Meister Jugoslawiens und Montenegros und stand 2004 im Finale der Euro League.

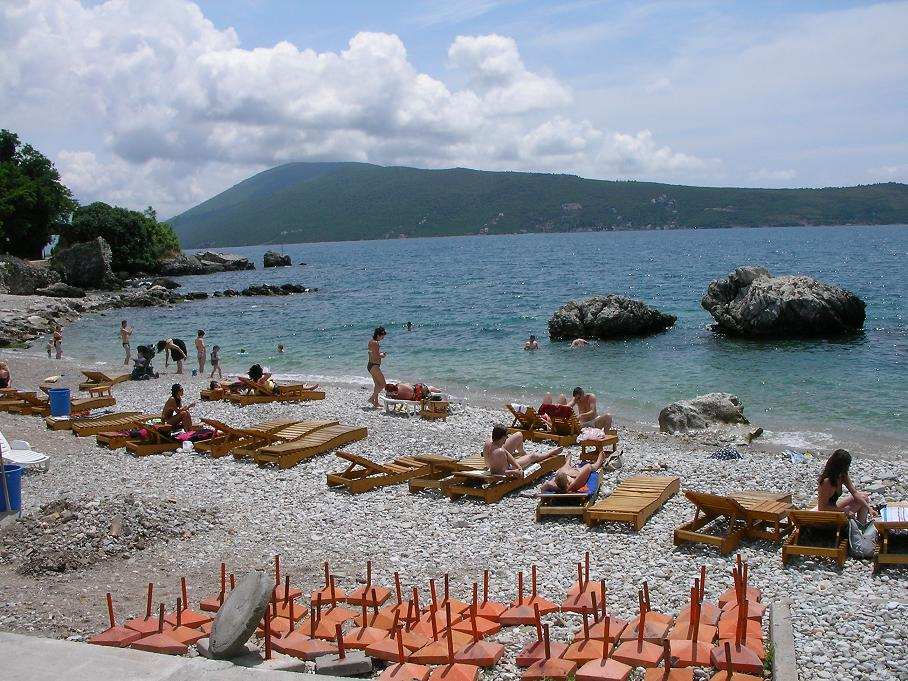
Strand

## Geschichte

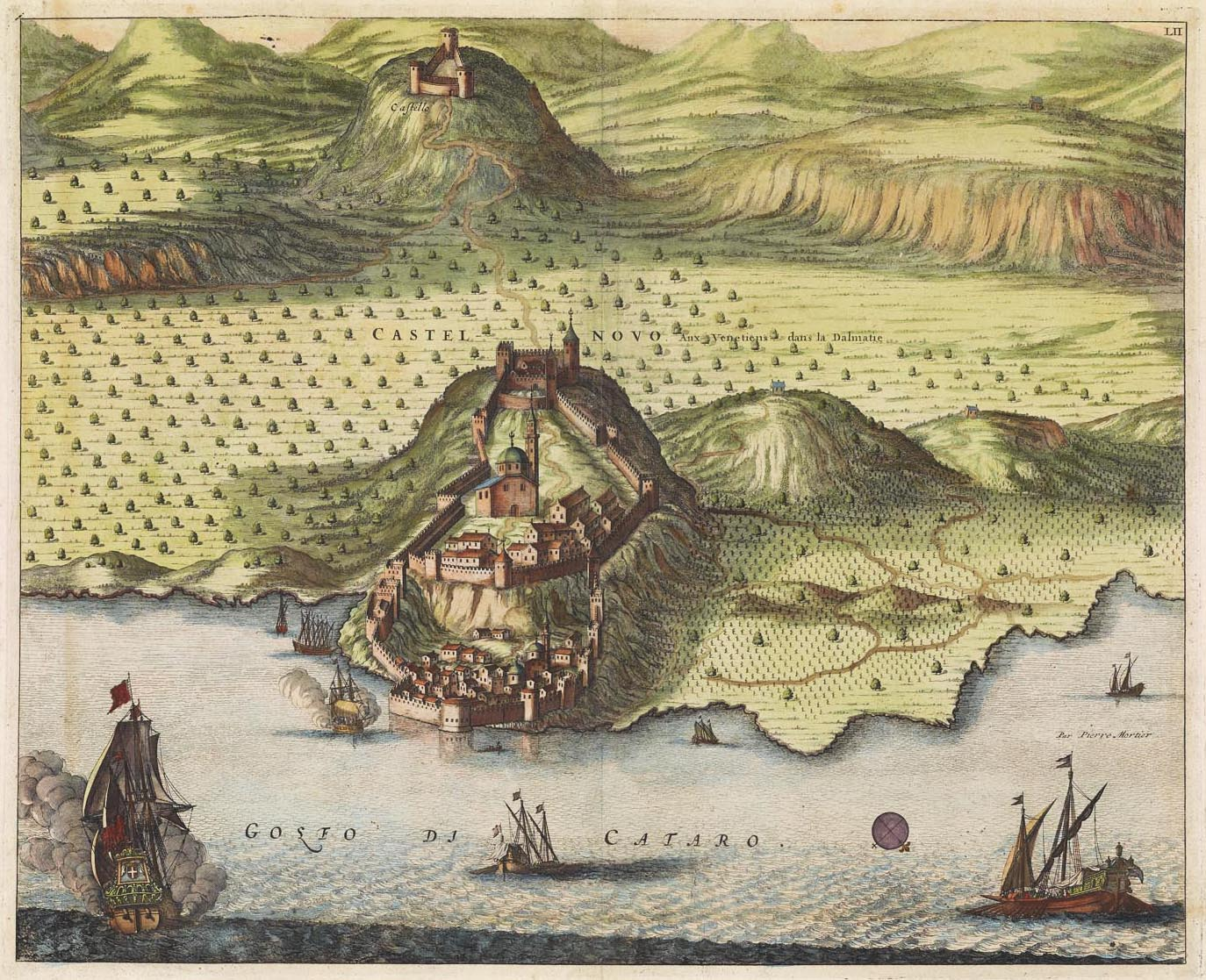
Castelnuovo (um 1700)

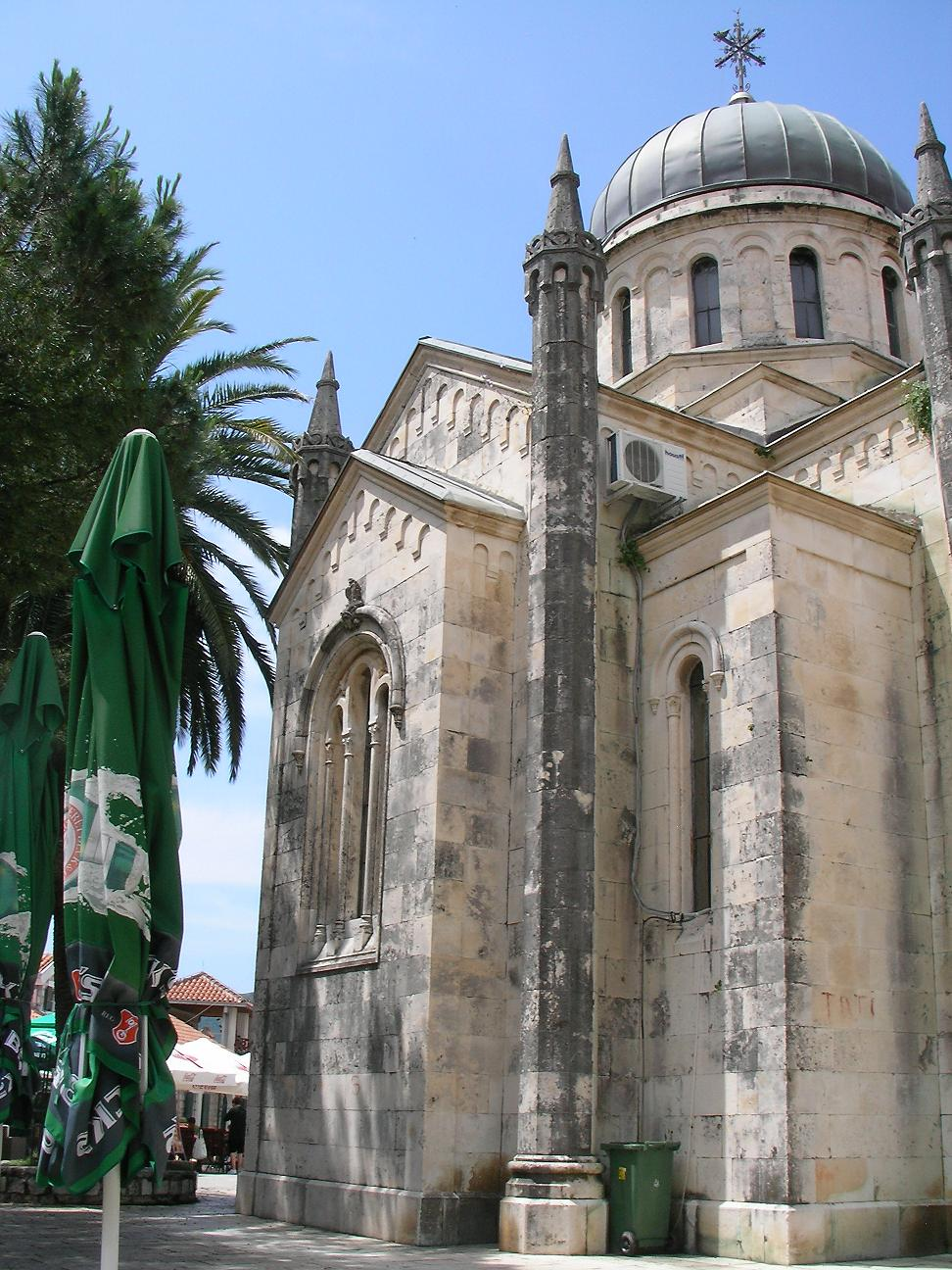
Kirche

Der Ort wurde 1382 als Sveti Stjepan vom bosnischen König Tvrtko I. gegründet, der sich einen eigenen Hafen verschaffen wollte, damit er nicht mehr auf die autonomen Handelsstädte Dubrovnik und Kotor angewiesen wäre.
Der bis heute gebräuchliche Name Herceg Novi erinnert daran, dass die Stadt im 15. Jahrhundert dem Herzog Stjepan Vukčić Kosača gehörte, von dessen Titel sich auch der Name der Herzegowina herleitet. Herceg Novi ist die jüngste Stadtgründung im Adriaraum, wo die meisten Städte auf die Antike zurückgehen und nur ganz wenige im Mittelalter hinzukamen. Wenn auch eine slawische Gründung, so erhielt Herceg Novi doch Kommunalstatuten, die denen der alten Städte glichen und damit von der römischen Rechtstradition geprägt waren (z. B. Budva oder Bar).
Als einziger fester Ort an der Bucht von Kotor fiel Herceg Novi nach 1420 nicht an die Venezianer; vielmehr wurde die Stadt 1482 von den Türken eingenommen, als diese die Herzegowina eroberten. In ihrem Besitz blieb Herceg Novi mit einer Unterbrechung (1538/1539) bis zum Großen Türkenkrieg (1683–1699). 1687 konnte Gerolamo Cornaro, der Provveditore generale von Dalmatien, „Castelnuovo“ (so jetzt genannt) für die Republik Venedig erobern. Die „Serenissima“ schlug ihre Neuerwerbung zum so genannten Venezianischen Albanien, das von Cattaro aus verwaltet wurde.
Nach dem Fall der Republik Venedig im Jahr 1797 und wechselnden Herren zu Zeiten der Napoleonischen Kriege kam der Ort, der weiterhin Castelnuovo genannt wurde, im Jahr 1815 für ein Jahrhundert unter österreichische Herrschaft und wurde 1919 Teil des Königreichs der Serben, Kroaten und Slowenen. Erst seit diesem Zeitpunkt galt wieder der Name Herceg Novi.
Im Zweiten Weltkrieg zunächst italienisch (1941–1943), schließlich deutsch besetzt, wurde die Stadt am 28. Oktober 1944 von den kommunistisch-jugoslawischen Partisanen erobert und unmittelbar danach der  Teilrepublik Montenegro zugeschlagen.

## Bevölkerung
Zur Volkszählung von 2011 hatte die Gemeinde Herceg Novi 30.864 Einwohner, von denen sich 15.090 (48,89 %) als Serben, 10.395 (33,68 %) als Montenegriner und 662 (2,14 %) als Kroaten bezeichneten. Daneben leben in der Stadt noch weitere kleinere Bevölkerungsgruppen, darunter die Roma.

## Dalmatinerbahn

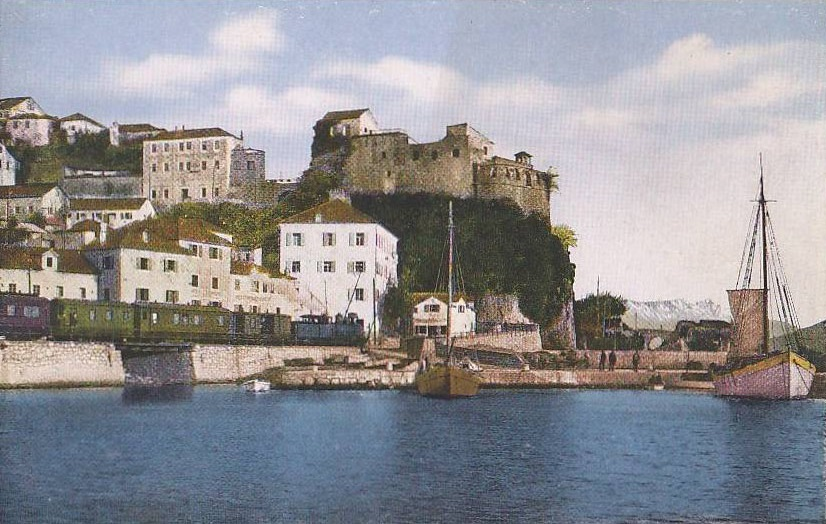
Zug der Dalmatinerbahn bei der Durchfahrt in Herceg Novi (Castelnuovo)

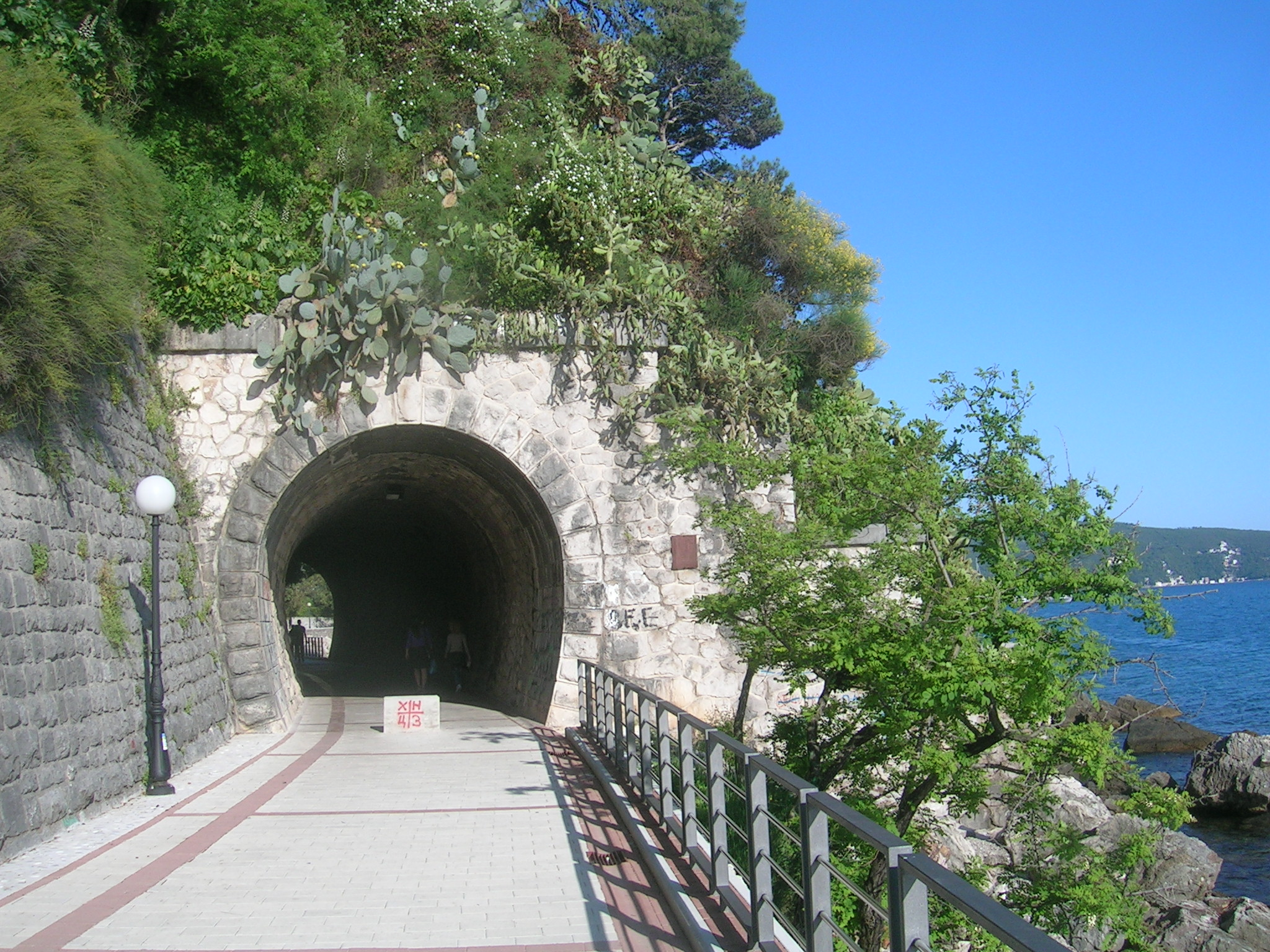
Ehemaliger Bahntunnel, heute Teil der Strandpromenade

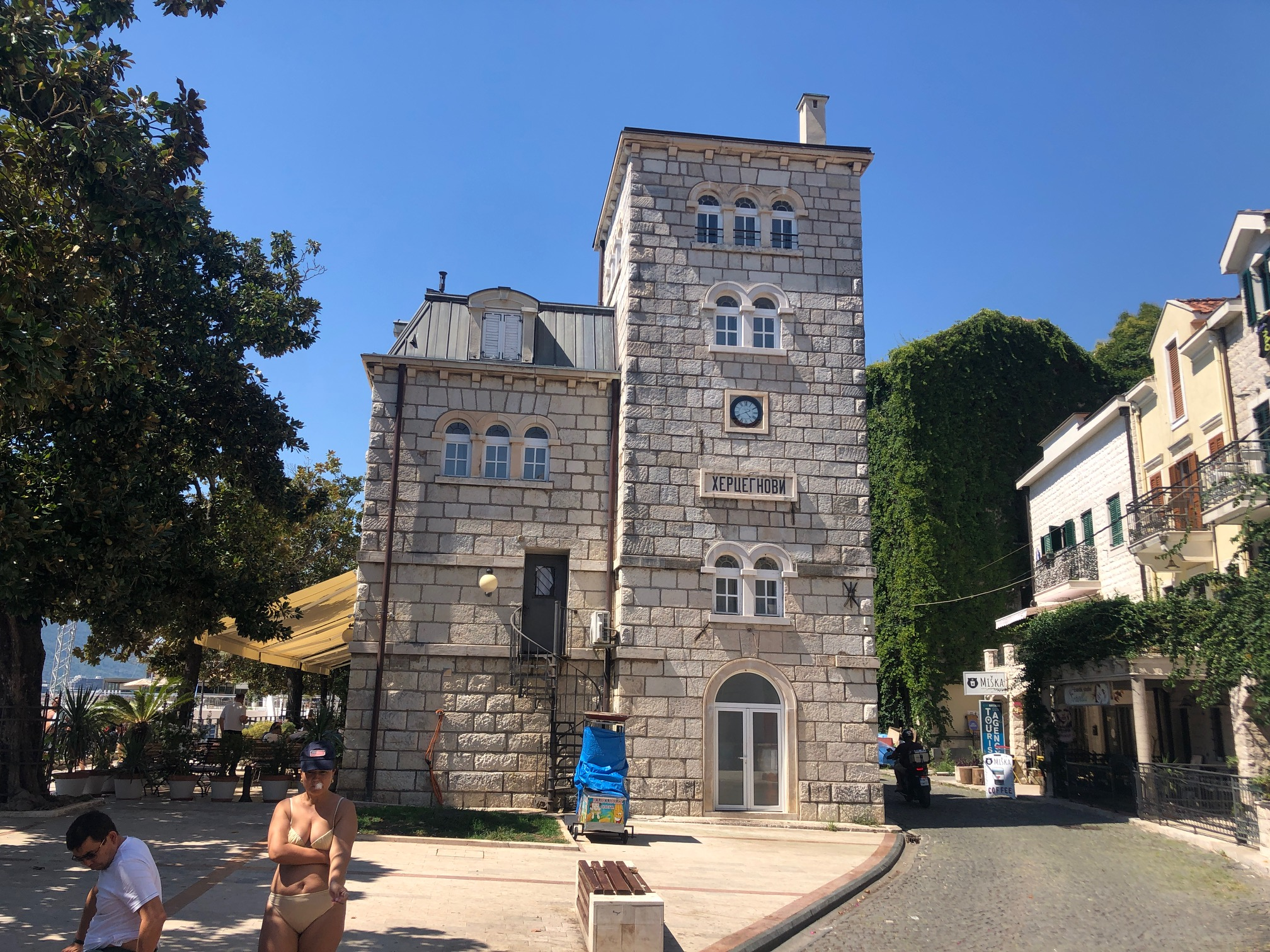
Ehemaliger Bahnhof in Herceg Novi (Ortsname am Gebäude in kyrillischer Schrift)

Als Herceg Novi unter habsburgischer Herrschaft stand, wurde eine Schmalspurbahn von Čapljina im heutigen Bosnien und Herzegowina nach Zelenika gebaut, heute ein östlicher Stadtteil von Herceg Novi, das 1900 von den Österreichern als Militärhafen gegründet wurde. Diese Dalmatinerbahn verlief im Herceg Novi direkt an der Küste. Der Betrieb wurde 1968 eingestellt. 2018 wurde die kilometerlange Strandpromenade eröffnet, die dem Verlauf der alten Bahnlinie folgt. In Herceg Novi erinnern noch das alte Bahnhofsgebäude und zwei Eisenbahntunnel sowie weiter östlich eine alte Brücke mit Gleisen daran.

## Wasserball

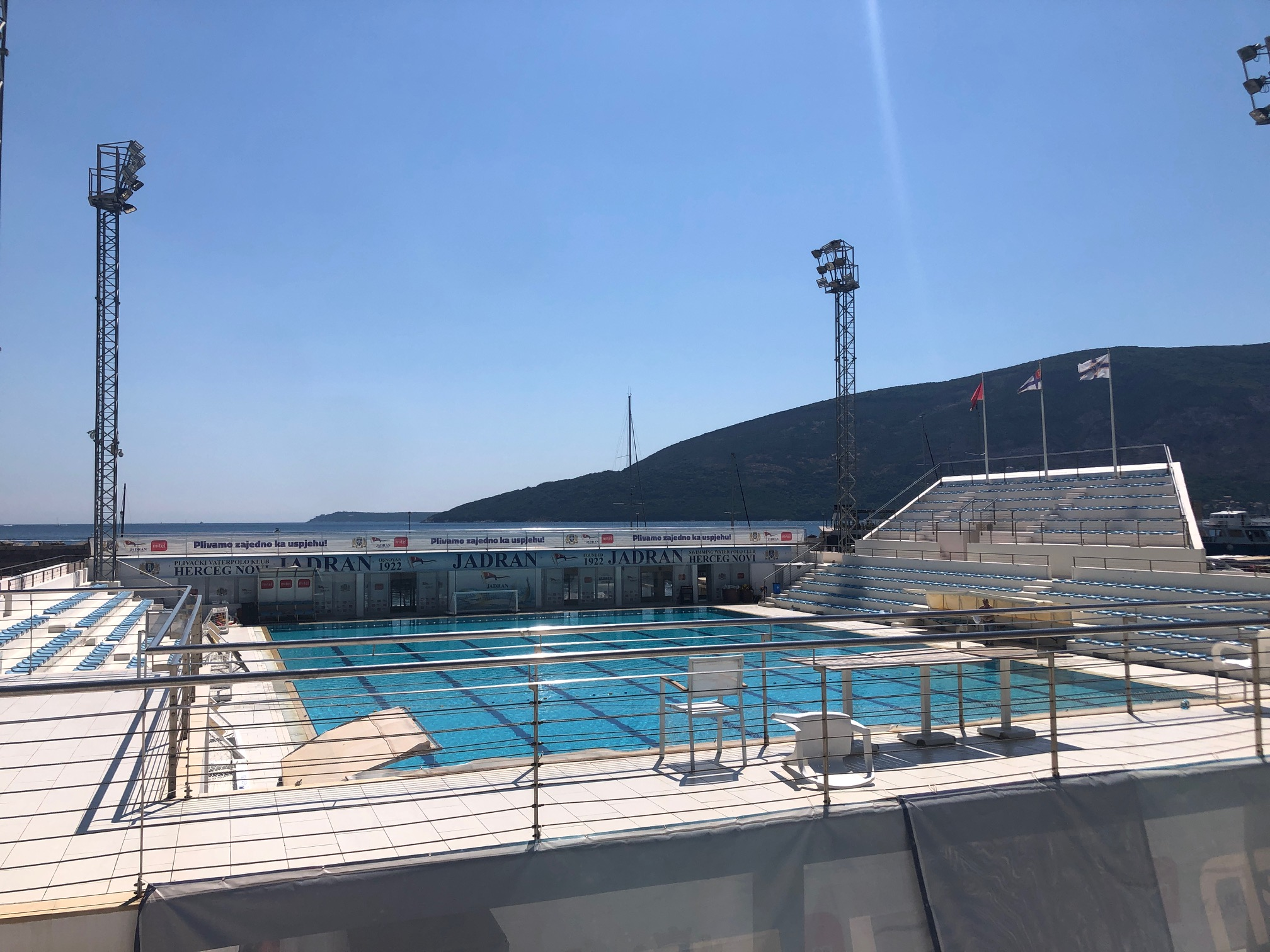
Wasserballstadion des PCK Jadran in Herceg Novi

Der Wasserball-Verein PKV Jadran Herceg Novi wurde 1922 gegründet und ist der bekannteste Sportverein von Herceg Novi. Er ist Serienmeister und erfolgreichster Verein der montenegrinischen Wasserball-Liga, so auch in der Spielzeit 2024/25, und spielt ebenfalls in der "Regional Water Polo League", die auch als "Adriatische Wasserballliga" bekannt ist. Sein modernes großes Stadion wurde am 19. Juli 2012 im Stadtteil Škver eröffnet und liegt direkt im Hafenbecken gegenüber dem alten Bahnhof. Im Winterhalbjahr ist es mit einem Dach versehen.

## Persönlichkeiten
- Ahmed-paša Hercegović (um 1456–1517), Großwesir und Feldherr
- Leopold Mandić (1866–1942), kroatischer Geistlicher und Heiliger der römisch-katholischen Kirche
- Gottfried von Banfield (1890–1986), österreichischer Offizier
- Gustav Heinse (1896–1971), deutscher Dichter und Übersetzer
- Anton Mader (1913–1984), österreichischer General
- Dejan Dabović (1944–2020), jugoslawischer Wasserballspieler
- Zoran Mustur (* 1953), jugoslawischer Wasserballspieler
- Branko Štrbac (* 1957), jugoslawischer Handballspieler und -trainer
- Milivoj Bebić (* 1959), jugoslawischer Wasserballspieler
- Igor Gočanin (* 1966), serbischer Wasserballspieler
- Danka Kovinić (* 1994), Tennisspielerin
- Stefan Melentijević (* 2004), montenegrinisch-serbischer Fußballspieler
- Luna Vujović (* 2009), serbische Tennisspielerin
- Der Filmregisseur Emir Kusturica (* 1954) verbringt seit vielen Jahren seine Ferien in Herceg Novi. Er hat dort in einem alten Bahnhof das Kulturzentrum Zhalo eingerichtet, das auch das Kino Aurora betreibt.[2]

## Städtepartnerschaften
- Novo mesto (Slowenien)